# Илија Крпић
Илија Крпић (Поповац, 8. август 1887 — Мркоњић Град, 16. август 1932) био је српски прота и национални радник из Медне. Један је од оснивача Српског просвјетног и културног друштва Просвјета. Због отпора аустроугарској политици био је прогањан од стране аустроугарских власти. Основао је земљорадничку задругу и ширио је задругарску свест. Стекавши велики углед код сељака постао је претња за политичке противнике, који су га убили.

## Живот и рад
Илија Крпић рођен је 8. августа 1887. у Поповцу крај Челинца. Завршио је гимназију и богословију у Рељеву. Веома рано се бавио националним радом. Учествовао је у свим ђачким организацијама, које су радиле против Аустроугарске, па је био прогањан од аустроугарских власти. Један је од 29 утемељивача Српског просвјетног и културног друштва „Просвјета“. Молба за оснивање Просвјете поднета је 1901, а власти су након много подозрења и оклевања одобриле да се 1902. оснује Просвјета. Након завршетка богословије рукоположен је за ђакона 31. јула и за свештеника 1. августа 1911. Постављен је за пароха у Медној крај Мркоњић Града. Када је избио Први светски рат аустроугарске власти су почеле са великим репресалијама према српском становништву у Босни и Херцеговини. Илију Крпића су најпре одвели као таоца у логор Бочац. Касније је био у тамници у Босанском Броду, па је интерниран у далеком Араду, где му је нарушено здравље. До 1917. вратио се у Медну.
Након ослобођења и успостављања Краљевине СХС укључио се у политику. Био је активан члан и један од оснивача Земљорадничке странке. Постао је посланик у Обласној скупштини у Травнику. Основао је земљорадничку задругу у Медној, где је код народа успео да развије јаку задругарску свест. Стекао је велики углед код сељака, па су политички противници сматрали да он представља за њих претњу. Убио га је 16. августа 1932. у Мркоњић Граду његов политички противник, државни лугар Никола Чулић.
Иза Илије Крпића остала је супруга Стана и четворо деце: Мица, Милорад, Смиља и Лепосава. 
Милорад и Мица борили су се у партизанима. Милорад је погинуо у партизанима, а Мица је била истакнути борац,
па је школа у Медној  добила име по Мици Крпић. Најстарија Илијина ћерка Лепосава била је директор школе у Београду, а њена ћерка Бранислава Бошковић била је професор францускога и удала се за југославенског дипломату и амбасадора Петра Бошковића.